# Ondulation dauphin

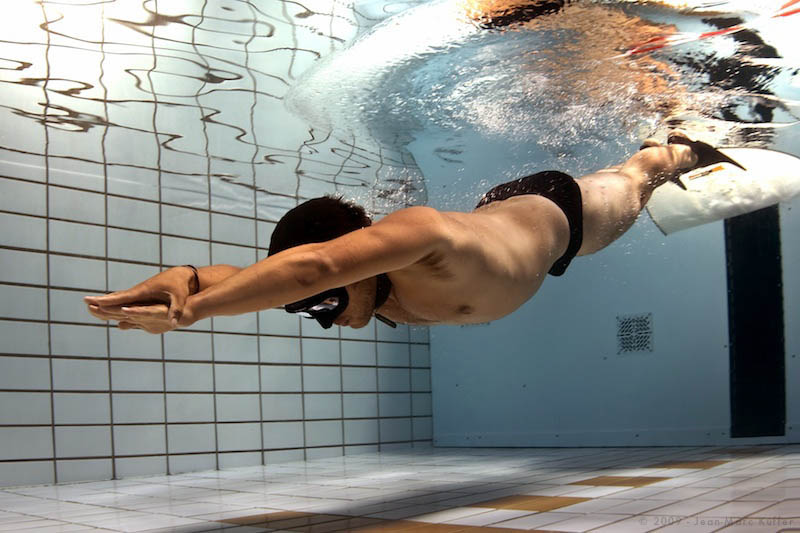
Ondulation dauphin par un plongeur en apnée utilisant une monopalme.

Pour les articles homonymes, voir Dauphin (homonymie).
L'ondulation, le mouvement ou battement de dauphin, voire simplement le dauphin ou le cinquième style, est un mouvement ou un style de nage, utilisé notamment pour la propulsion subaquatique lors de la coulée en compétition de natation, en compétition d'apnée ou pour la nage avec palmes. La technique consiste en un mouvement d'ondulation du corps rappelant la nage du dauphin (ou d'autres mammifères marins).

## Description
Ce mouvement d'ondulation peut assurer seul la propulsion du nageur, par l'effet amplifié du fouettement des jambes jointes (battement vers le bas puis le haut). Elle est ainsi utilisée en monopalme ou en coulée de crawl, de dos et bien sûr de papillon. Typiquement les bras sont tendus au-devant, la tête et le torse peu mobiles et l'ondulation est initiée par un mouvement du bassin.  
L'ondulation subaquatique est considérée actuellement comme l'une des nages les plus rapides, mais elle est limitée par la règlementation des compétitions de natation. 
L'ondulation est réputée pour faciliter la conservation de la vitesse du nageur ; elle est ainsi privilégiée pour la propulsion rapide avec des palmes, ou bien pour la phase rapide suivant un plongeon ou l'impulsion d'un virage en piscine. 
L'ondulation peut aussi être associée à une propulsion avec des mouvements de bras : à l'exemple de la « brasse dauphin » ou bien de la nage papillon en surface. En papillon, deux ondulations (initiées par le mouvement de la tête) sont généralement réalisées pour un cycle de bras.

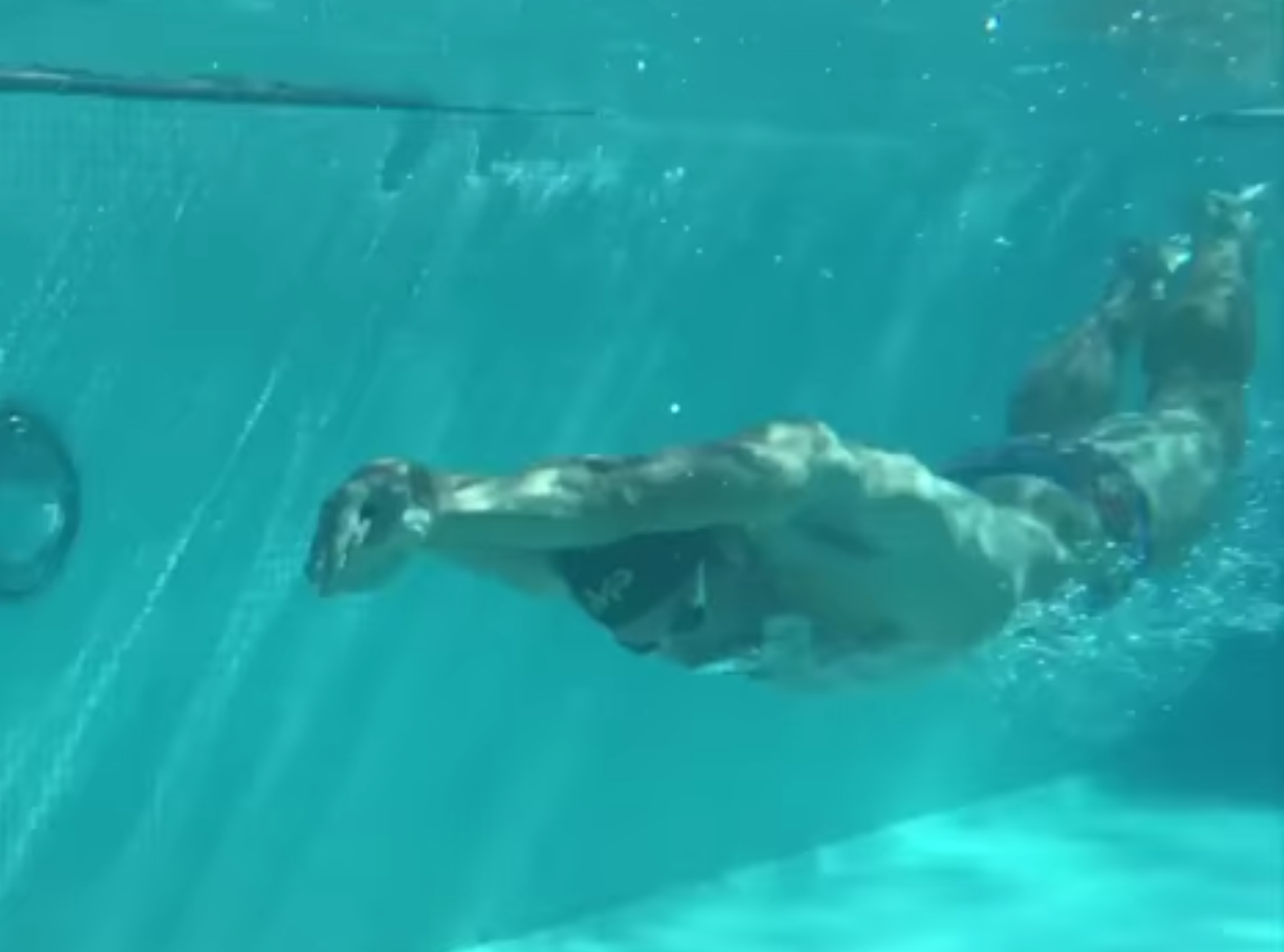
Michael Phelps en ondulation
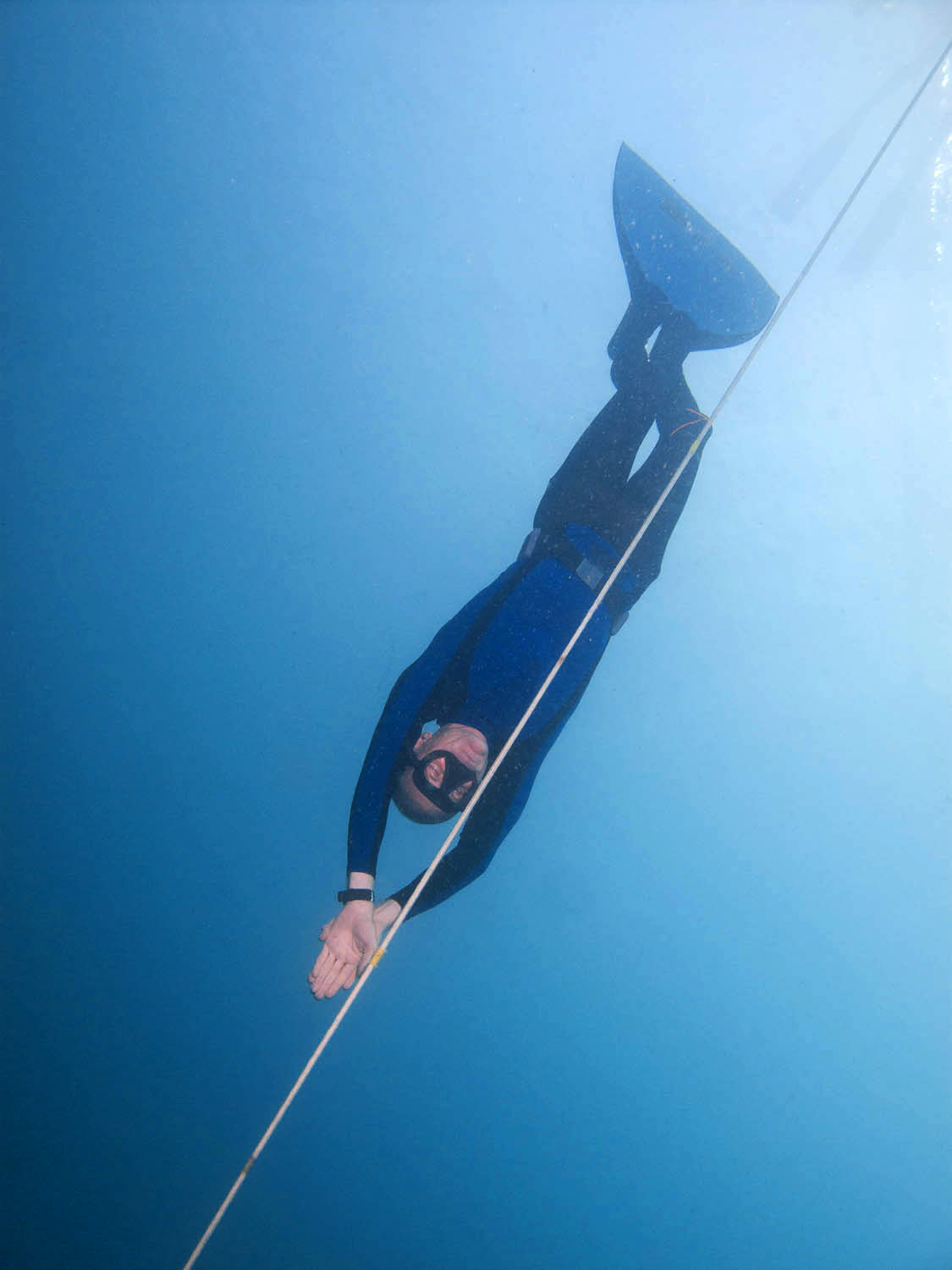
Apnéiste en ondulation pour une coulée verticale
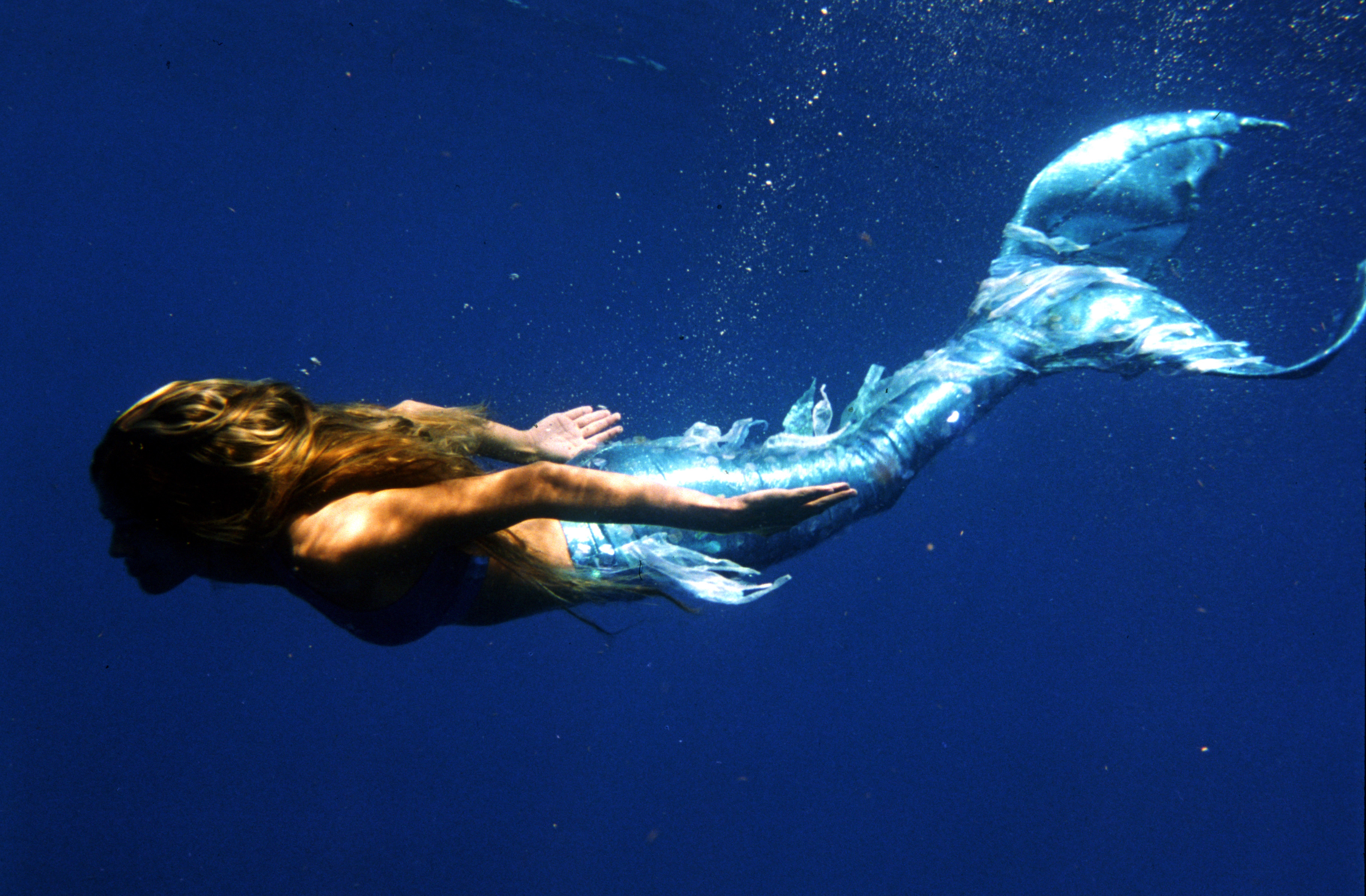
Mermaiding : nage avec une queue de sirène
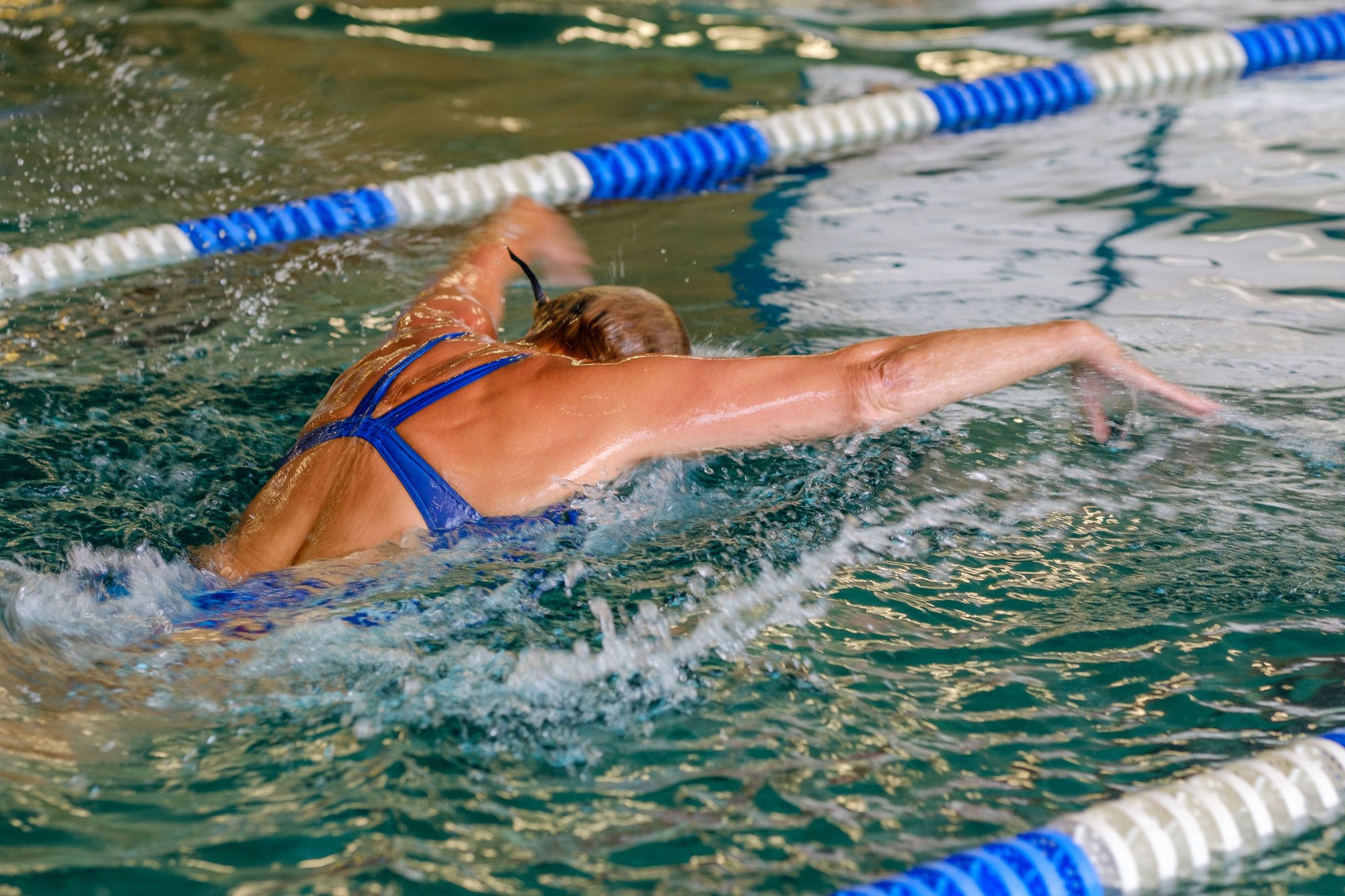
Nage papillon

## Histoire
En plongée sous-marine, l'ondulation est une alternative au palmage en ciseaux, relativement connue des plongeurs. L'ondulation est la technique indispensable pour la pratique de la plongée en monopalme, dont les premiers exemplaires apparaissent en France vers 1937. L'ondulation en monopalme arrive ainsi en compétition de nage avec palmes au début des années 1970, puis devient rapidement la technique incontournable de tous les records de vitesse à la palme, dès la fin des années 1970, tant pour la nage en surface que pour la nage en immersion (en apnée ou avec respirateur).
En natation sportive, l'ondulation est incorporée à l'ancienne « brasse de style papillon » dans les années 1950, comme une alternative au battement en ciseaux. Cette brasse-papillon « de style dauphin » est finalement règlementée comme une nage distincte en compétition : l'actuel papillon.
Le champion portoricain Jesse Vassallo est considéré comme un pionnier pour l'usage de l'ondulation en immersion dans une compétition ; sa pratique inspira d'autres compétiteurs les années suivantes.
Aux Jeux olympiques de 1988, trois nageurs remportent ainsi l'épreuve de 100 mètres dos après avoir nagé de grandes distances en ondulation dorsale, après le départ (environ 30 mètres) ou le virage : le Japonais Suzuki (médaille d'or), l'Américain Berkoff (argent) et le Russe Poliansky (bronze),. À la suite de cet évènement très remarqué, la Fédération internationale de natation (FINA), jugeant cette pratique peu spectaculaire, limita en 1989 la coulée à 10 mètres pour les épreuves de dos (15 mètres en 1991). 
Pour les mêmes raisons, la coulée est limitée à 15 mètres en papillon à la suite des Jeux olympiques de 1996 où Denis Pankratov remporta deux victoires en réalisant des coulées en ondulation de près de 30 mètres,. L'épreuve de nage libre (crawl) sera règlementée de la même manière.
Depuis 2005, la règlementation stricte des épreuves de brasse n'autorise qu'un seul « mouvement de dauphin  » dans une coulée. 
À partir des années 2000, le nageur Michael Phelps s'est illustré par sa maitrise de longues coulées en ondulation de dauphin lui permettant de distancer ses adversaires et battre des records de vitesse.
En 2015, la FINA limite en 4 nages les virages suivis d'une coulée en ondulation dorsale introduits par l'Américain Ryan Lochte, assimilant cette pratique à une « nage sur le dos ».

## Dans la culture populaire
Le personnage central de la série TV L'Homme de l'Atlantide, incarné par Patrick Duffy pratique ce type de nage.

## liens externes
- « Apprendre les ondulations - Dopamine #1 », sur YouTube